# Filchneria irani
Filchneria irani is een steenvlieg uit de familie Perlodidae. De wetenschappelijke naam van de soort is voor het eerst geldig gepubliceerd in 1964 door Aubert.